# Alcubilla del Marqués
Alcubilla del Marqués es una localidad española del municipio de Burgo de Osma-Ciudad de Osma, perteneciente a la provincia de Soria, en la comunidad autónoma de Castilla y León.

## Geografía
Forma parte del partido judicial de El Burgo de Osma y de la comarca de las Tierras del Burgo. Desde el punto de vista jerárquico de la Iglesia católica está incluida a la diócesis de Osma la cual, a su vez, pertenece a la archidiócesis de Burgos.

## Historia
En el censo de 1879, ordenado por el conde de Floridablanca,  figuraba como villa eximida en la intendencia de Soria,  con jurisdicción de señorío y bajo la autoridad del alcalde ordinario de señorío, nombrado por el marqués de Berlanga.  Contaba con 196 habitantes.
A la caída del Antiguo Régimen la localidad se constituyó en municipio constitucional, conocido entonces como Alcubillas del Márquez, en la región de Castilla la Vieja, partido de El Burgo de Osma, que en el censo de 1842 contaba con 39 hogares y 156 vecinos. Hacia mediados del siglo XIX, la villa tenía contabilizadas 40 casas. Aparece descrita en el primer volumen del Diccionario geográfico-estadístico-histórico de España y sus posesiones de Ultramar de Pascual Madoz de la siguiente manera:

ALCUBILLA DEL MARQUÉS: v. con ayunt. de la prov. de Soria (11 leg.), part. jud. del Burgo de Osma (1), aud. terr. y c. g. de Burgos (22), dióc. de Osma (1): sit. en las faldas de un cerro inmediato á otro llamado el Castro, que por la parte del Solano forma cord. con la atalaya de Osma. Rodeada de una atmósfera húmeda y nebulosa; su clima es poco sano y propenso á calenturas intermitentes. Tiene 40 casas de regular construccion y algunas comodidades, las que se hallan agrupadas entre si sin órden ni alineacion para constituir calles ni plaza, y en un pequeño espacio denominado asi, se halla la casa municipal, una escuela de primera enseñanza á cargo del sacristan y fiel de fechos, por cuyos conceptos recibe la retribucion de 25 fan. de trigo por reparto vecinal; en ella se enseña á leer, escribir y rudimentos de aritmética á los 15 niños de ambos séxos que la frecuentan, y una ig. parr. dedicada á la Asuncion de Ntra. Sra. servida por un cura párroco de provision del diocesano prévio concurso general; tiene por anejo á Sta. Maria Magdalena. Fuera del pueblo se halla el cementerio que por su posicion no puede perjudicar á la salud: en la parte del O., a igual dist., una fuente con pilon de abundantes y esquisitas aguas de que se surten los vec.; como á 100 pasos por el lado del N. corre un arroyo donde se abrevan los ganados; cuyas márg. están plantadas de álamos, le cruza un puente de tablas y tierra. Tambien corre el Duero á dist. de 1/4 de leg. Confina el térm. por el N., S. y O. con el de San Estéban, y por el O. con el de Osma, siendo su estension de 1/2 leg.: en el se hallan algunos corrales para los ganados. El terreno participa de llano y monte, pero en lo general es pedregoso y de secano á escepcion de muy pocos huertos, y de una deh. boyal de 25 fan. propias de la v. Se cultivan sobre 200 fan. de tierra que rinden lo suficiente para la pobl., hallándose algunas plantadas de viñedo; el monte poblado de encinas y enebros, del que los vec. se surten de combustibles, será dé cabida de 12 fan.: prod.: todo género de granos para pan, varias legumbres, patatas, cáñamo, lino, y cerca de 2,500 cántaros de vino; cria 2,000 cab. de ganado lanar. Pasa á dist. de 1/4 de leg. de la pobl. el camino general que conduce de Aranda de Duero al Burgo, Sória, y otros puntos, en donde hay un ventorrillo para albergue de los pasajeros, y con poco gasto podria construirse una buena posada que proporcionaría á los viageros comodidades de que ahora se ven privados, y al dueño de ella ventajas mucho mayores. La correspondencia se recibe en el Burgo de Osma, debiéndose ir por ella á la adm. de correos.: pobl.: 39 vec.: 156 hab.: cap. imp. 37,444 rs.: presupuesto municipal: 200 rs. que se pagan por reparto vecinal. Aunque se ignora el nombre del fundador de esta v. y la época de su fundacion, no obstante, parece de remota antigüedad en razon á que en una grande piedra colocada en el osario inmediato á la torre se lee la inscripción siguiente:
Jovi Optimo Maximo.
 Valerius Sangonii Calletus albeo.
V. M. L. O.
(Madoz, 1845, p. 474)

En 1967 el municipio de Alcubilla del Marqués desapareció, al fusionarse con los de Burgo de Osma, Osma, Berzosa, Torralba del Burgo, Lodares de Osma, Vildé y Valdenarros para formar el nuevo término municipal de Burgo de Osma-ciudad de Osma. Contaba entonces con 90 hogares y 263 habitantes.[cita requerida]

## Demografía
| Gráfica de evolución demográfica de Alcubillas del Marquéz entre 1842 y 1960 |
| |
| Población de derecho según los censos de población del INE Población de hecho según los censos de población del INEEntre el censo de 1970 y el anterior, este municipio desaparece porque se integra en el municipio 42043 (Burgo de Osma) |

En el año 1981 contaba con 118 habitantes, concentrados en el núcleo principal, pasando a 44 en 2010, 21 hombres y 23 mujeres.
| Gráfica de evolución demográfica de Alcubilla del Marqués entre 2000 y 2017                      |
|                                                                                                  |
| Población de derecho (2000-2017) según los censos de población del INE a 1 de enero de cada año. |

## Patrimonio

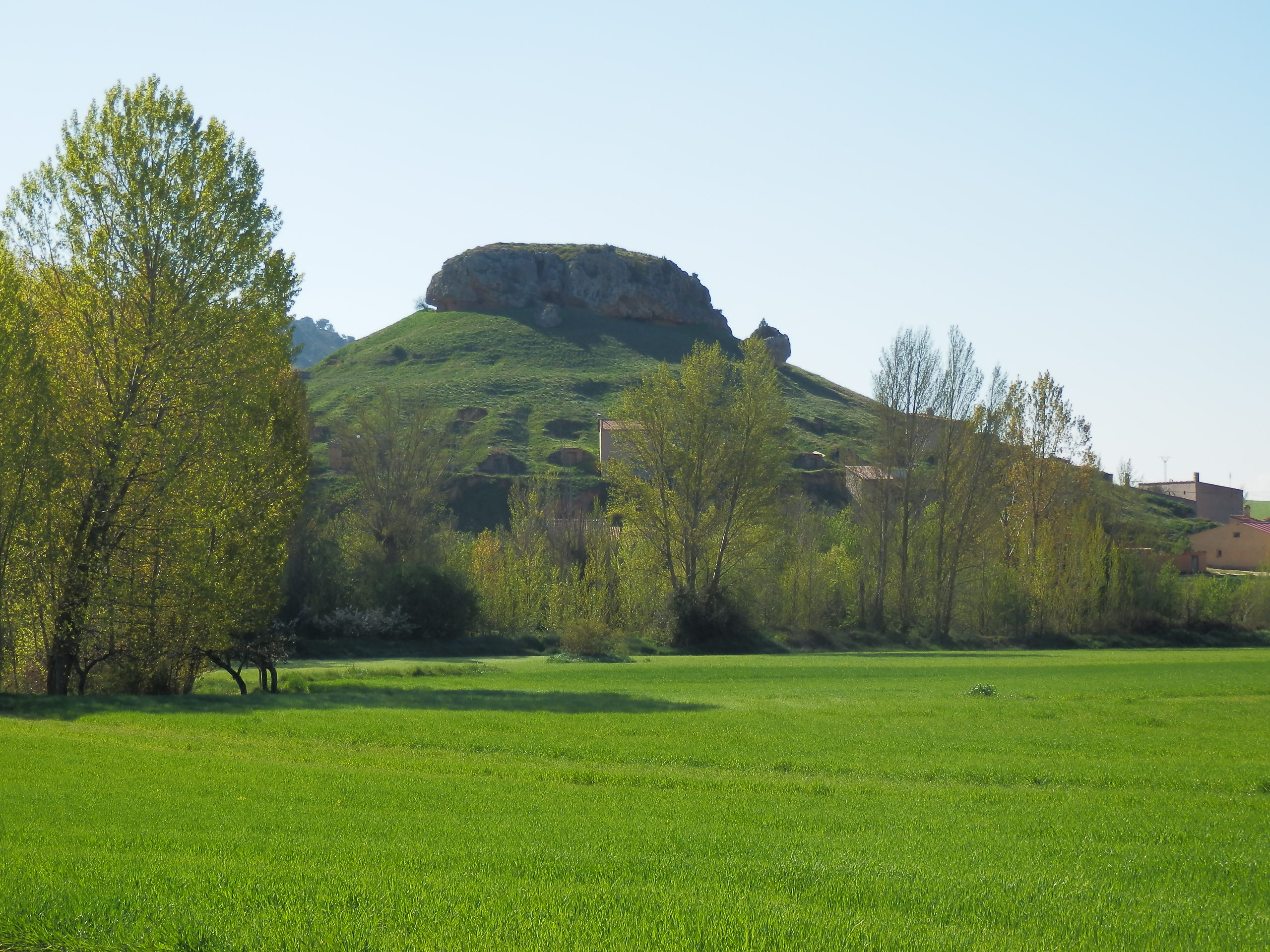
Cerro de la torre de Alcubilla.

- Torre de Alcubilla del Marqués.